# Ћеле-кула
Ћеле-кула (Кула лобања, Веле кула, тур. kelle kulesi — „кула од лобања“) споменик је из Првог српског устанка који је у знак одмазде тадашња турска власт у Србији изградила од лобања, погинулих српских ратника, предвођених Стеваном Синђелићем, у бици на Чегру. Налази се на 4 km од центра Ниша, на путу ка Нишкој Бањи. Сврстана је у споменике културе од изузетног значаја за Републику Србију и данас представља музејски објекат.

## Историја

### Настанак
Процењује се да је у бици на Чегру, која се одиграла 31. маја 1809. године, погинуло око 6.000 турских ратника. Укупни губици на страни Срба се процењују на око 4.000 људи. Како би оправдао толики губитак својих трупа и опијен победом, нишки Хуршид-паша наређује да се коже са глава погинулих Срба одеру, напуне сламом и памуком и затим пошаљу у Цариград, како би показао на који начин се треба поступати са побуњеном рајом. За сваку донету главу, Хуршид-паша је поклањао по 25 гроша. Како би једном за свагда заплашио Србе, Хуршид-паша наређује да се на источној страни Ниша у знак опомене сазида кула од камена и да се у њене зидове узидају преостале лобање погинулих војника, „тако да средина куле буде једноставна, од камена и креча а главе српских војника да се окрену у поље и узидају споља“.

### Карактеристике
Кула је сазидана у периоду од јуна до јесени 1809. године, а за место изградње Хушид-паша је одабрао узвишење поред Цариградског друма, на некадашњем улазу у Ниш са источне стране, недалеко од Стамбол капије, на месту које данас заузима средиште насеља Трошарина. Изузевши лобање палих српских јунака, Ћеле-кула је изграђена од малтера, камена и греда. Сачињена је од четири потпорна зида (основа је била 4,15 x 4,00 m, и дебљине 0,5 m) који су се наслањали један на други чинећи шупљу, закровљену форму, чија је првобитна висина износила 4,5 метара. У њу су узидане 952 лобање погинулих устаника, послагане у правилним редовима, којих је 14, где се у сваком реду, на сваком зиду налазило по 17 лобања.
Како су године пролазиле, зуб времена је чинио своје. Многе главе српских јунака су вађене, иако су Турци забрањивали Србима да односе лобање са њених зидина, многе главе су кришом скидане и сахрањиване у околним гробљима. Неке главе су одношене како би представљале јединствени сувенир, док су опет друге пропадале од кише, мразова, ветрова. Иако је кула пропадала, њени страшни атрибути су и даље били присутни. По ослобођењу Ниша 1878. године, његови грађани добровољно прикупљају средства, којима се изграђује надстрешница и ограђује се кула, како би се спречило њено даље пропадање. Године 1892. Нишлије још једанпут прикупљају потребна средства за подизање скромне капеле над читавом кулом. Задужење за пројектовање капеле припало је ондашњем цењеном архитекти Димитрију Леку из Београда. Подизањем капеле, кула је штићена од спољашњих утицаја. Ипак, штетни утицаји влаге и температуре нису у потпуности отклоњени.

### Писани документи
Турских извора о Ћеле-кули готово и да нема, тако да се подаци о њеном изгледу, начину градње и броју лобања заснивају на белешкама путописаца који су у 19. веку пролазили кроз Ниш. Најранији опис дао је београдски лицеј Исидор Стојановић, а нешто детаљнији опис о ондашњем стању Ћеле-куле дао је Живан Живановић 1882. године: „Ја сам брижљиво бројао, и на остатку од куле само било је са северне стране 123 главе, а западне стране 103, са источне 105 и с јужне 180 – свега 511 глава. Благородна душа мештана није могла да гледа ову страшну слику недела, те су кришом многе главе поскидане и с пијететом положене у гробља.“
У Европи се за Ћеле-кулу по први пут чуло из списа француског песника Алфонса де Ламартина. У свом проласку кроз Ниш, затечен ужасним призором, Ламартин бележи следеће: „...био сам измакао на коњу, за једно пола часа, испред каравана. Сунце је жегло; отприлике на једну миљу од вароши, ја угледах једну широку белу кулу где се уздиже усред равнице, блистајући се као парошки мрамор. Стаза ме је к њој водила; ја јој приђох ближе, и давши једном турском детету које је ишло са мном мога коња да га придржи, седох у хлад од куле да мало отпочнем. Тек што сам сео, кад, подигавши очи на споменик у чијем сам хладу био, видех да су његови зидови, за које ми се учинило да су саграђени од мрамора или од белог камена, начињени од људских лобања правилно поређаних. Та лобање и та човечја лица, огољена и побелела од кише и сунца, облепљена с мало малтера, образовала су потпун славолук који ме је заклањао од сунца; може их имати петнаест до двадесет хиљада; на неким је још била заостала коса и лепршала се на ветру као лишај или маховина; јак и свеж поветарац дувао је с планине, и продирући у многобројне шупљине глава, лица и лобања, изазивао је у њима тужно и жалосно звиждање. Никог није било ту да ми објасни тај дивљачки споменик; дете које је држало за узду два коња, играло се ситним отпацима лобања, што су се распале у прах испод куле; ја сам био тако посустао од умора, врућине и дремежа, да сам заспао наслонивши главу на тај зид од одсечених глава. Кад сам се пробудио, ја видех око себе караван и више турских коњаника који су дошли из Ниша да ме дочекају у варош; они ми рекоше да су то главе оних петнаест хиљада Срба које је паша поубијао у последњем српском устанку. Ова равница била је поприште смрти тих храбрих српских устаника, а овај споменик њихова гробница. Ја поздравих оком и срцем остатке тих јуначких људи, чије су одсечене главе постале камен темељац независности њихове отаџбине. Србија у коју ћемо да ступимо, сада је слободна, и песма слободе и славе одјекивала је у кули Срба који су умрли за своју земљу. Ускоро ће и сам Ниш бити њихов. Нека сачувају овај споменик! Он ће научити њихову децу шта вреди независност једног народа, показујући им по какву су их цену њихови очеви откупили." Ламартин, јула 1833. Лемартинов опис даје веома аутентичну слику, изузевши податак у вези са бројем лобања, који је због стравичног призора и песничког полета, навео Ламартина да тај податак преувелича.
Научник и путописац Феликс Каниц у свом делу „Србија“ описује Ћеле-кулу:...„да би раја трајно имала пред очима узалудност својих надања која је везивала Србију, паша је у свим местима око Ниша расписао посебан порез чији је износ употребио да југоисточно од Ниша, на цариградском путу, подигне онај злогласни и језиви победнички споменик Ћеле-кулу, у коју је уградио лобање Синђелићевих Срба који су смрт претпоставили ропству... Када сам је при месечини једне тихе ноћи у јуну 1860, са Ромулом Лендинијем по први пут посетио, у зидовима се и после педесетогодишњег распадања и опадања још видело шеснаест редова са по шеснаест рупа за главе, дакле 1024 рупе. Саме лобање су скоро потпуно нестале. Њих је у тамним ноћима српско становништво из околних села једну по једну вадило и сахрањивало у посвећену земљу. Попевши се прво на докторова рамена, успузао сам се до највишег реда и из њега извукао можда последње реликвије за успомену на херојску жртву храбрих српских бораца... Ћеле-кулу сам поново видео 1864. године и 1870. године. Основне контуре су се само незнатно измениле - неки хуманији гувернери били су вољни да је збришу са лица земље, али из страха од нишке муслиманске свештине одустали су од исказивања такве пажње према хришћанском становништву. Мехмед-паша је 1860, такорећи ради оправдања што није успео да уклони овај варварски споменик, подигао поред њега једну чесму, чија бистра изворска вода треба да пружи освежење и Турцима и хришћанима. Године 1864. је поред Куле подигнут један мали конак, у којем су прихватани високи турски функционери пред њихов улазак у Ниш...“
Професор Исидор Стојановић даје објективан опис здања: "Кула је четвороугална, висока је око 15 стопа, а у страни с пута цариградска и у противположеној широка је или дугачка 13 стопа, и четири палца; С друге две стране дугачка је отприлике 13 стопа. Има уоколо 56 реди глава, а у сваком по 17, дакле свега 952 главе. Лице куле од цариградског друма к овом пртоивположено има у она 4 одјеленија где стоје главе. Кула је покривена ћерамидом, но кров је сада у рђавом стању."

## Ћеле-кула данас
Иако је у другој половини 19. века, један од модернизатора турске државе Мидхат паша донео одлуку да се кула сруши, то није извршено због интервенције нишких Турака. Тако је све до 1892. Ћеле-кула била изложена времену, након чега је прилозима из читаве Србије, према пројекту архитекте Димитрија Лека, изнад ње подигнута данашња капела. Године 1937, приликом прославе шездесетогодишњице ослобођења Ниша од Турака, чишћењем средишњег дела објекта, пронађено је више лобања, које су поново уграђене у кулу. Данас је преостало само 58 лобања, а једна од њих је посебно издвојена на пиједесталу, као лобања вође устанка Стевана Синђелића. Обновљена кула је освећена 1. јуна 1938, као и попрсје Стевана Синђелића.
Године 2014. амерички магазин „Mental floss“ је навео Ћеле-кулу као највећу грађевину направљену од људских костију.

## У популарној култури
Омот шестог студијског албума групе Рибља чорба — Истина, који је дизајнирао Југослав Влаховић, представља фото-монтажу на којој се главе чланова групе налазе између лобања на Ћеле-кули.

## Галерија слика
- Издвојена лобања за коју се претпоставља да припада Стевану Синђелићу.
- Капела изнад Ћеле-куле.
- Мостић преко Габровачке реке на улазу у спомен комплекс
- Кућица пријавница на улазу у спомен комплекс
- Споменик Стевану Синђелићу на улазу у Ћеле-куле
- Биста Војводе Стевана Синђелића
- Прилаз
- Цитат Ламартина о овом споменику